# تارسير ستوديوز
تارسير ستوديوز (بالإنجليزية: Tarsier Studios)‏ هي شركة سويدية لإنتاج وتطوير ألعاب فيديو، ومقرها في مدينة مالمو السويدية، أسست الشركة سنة 2004، ومن بين الألعاب التي أنتجها تارسير ستوديوز هي لعبة ليتل نايتمير وليتل نايتمير 2.

## المواقع الخارجية
- الموقع الرسمي
- قناة تارسير ستوديوز  على يوتيوب